# Eparchia Battery
Eparchia Battery (łac. Eparchia Batteriensis)  – eparchia Kościoła katolickiego obrządku syromalankarskiego w Indiach z siedzibą w mieście Sultan Bathery.
Aktualnym biskupem ordynariuszem eparchii jest Joseph Thomas Konnath.

## Historia
Została erygowana jako sufragania archieparchii Trivandrum 28 października 1978 r. konstytucją apostolską Constat Paulum VI papieża Jana Pawła II. Eparchia powstała poprzez wyłączenie z terytorium eparchii Tiruvalla.
15 maja 2006 eparchia Battery weszła w skład nowo utworzonej metropolii Tiruvalla jako sufragania archieparchii Tiruvalla. 25 stycznia 2010 z terytorium eparchii wydzielono eparchię Puthur.

## Główne świątynie
- Katedra: Katedra św. Tomasza w Sultan Bathery

## Biskupi
- Cyril Baselios Malancharuvil (1978–1995)
- Geevarghese Divannasios Ottathengil (1996–2010)
- Joseph Thomas Konnath (od 2010)